# Ламба (язык)
Ламба, чиламба, ичиламба — бантоидный язык, использующий латинское письмо, один из языков Замбии, родной язык народа ламба, распространён в провинции Коппербелт. Некоторые лингвисты относят ламба к диалектам языка бембы. Общее число носителей языка, по оценке Ethnologue, — около 200 000. Среди них чуть больше 2000 из Лимы. Также язык распространен в Лусаке, в основном из-за того что многие носители языка иммигрировали туда для получения работы. Интересно, что банту — группа африканских языков, к которым и относится ламба, в переводе с самого ламба означает «два человека». На языке имеется собственный фольклор, существуют нигеро-конголезские мифы, которые передаются на этом языке в устной форме.